# Fernando Brassard
Pour les articles homonymes, voir Brassard (homonymie).
Fernando José Alves Brassard est un footballeur portugais né le 11 avril 1972  à Lourenço Marques. Il évoluait au poste de gardien de but.

## Biographie
Gardien prometteur lorsqu'il est en sélection du Portugal jeunes, il fait partie des champions du monde des moins de 20 ans en 1989 et 1991.

## Carrière
- 1990-1991 :  Louletano DC
- 1991-1992 :  CS Marítimo
- 1992-1993 :  Gil Vicente FC
- 1993-1994 :  Vitória Guimarães
- 1994-1995 :  Gil Vicente FC
- 1995-1997 :  Benfica Lisbonne
- 1997-1998 :  Varzim SC
- 1998-2001 :  Vitória Setúbal[1],[2],[3]

## Palmarès

### En club
Avec le Benfica Lisbonne :
- Vainqueur de la Coupe du Portugal en 1996
- Finaliste de la Coupe du Portugal en 1997
- Vice-champion du Portugal en 1996

### En sélection
- Finaliste de l'Euro espoirs en 1994
- Vainqueur de la Coupe du monde des moins de 20 ans en 1989 et 1991